# Carl Hindorf

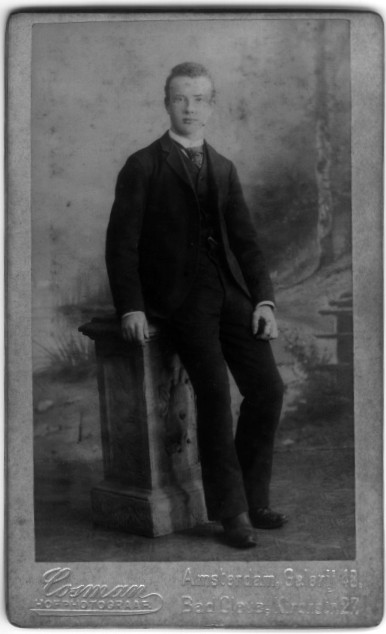

Carl Friedrich Hindorf (* 1826 in Legden, Ostpreußen; † 19. März 1912 in Berlin) war ein deutscher Architekt und Baubeamter der Reichspost.

## Leben
Carl Hindorf wird als „Anhänger von Conrad Wilhelm Hase“ bezeichnet, der ab Ende 1849 an der Polytechnischen Schule Hannover lehrte, aber auch durch seine Veröffentlichungen Einfluss auf andere Architekten hatte.
Hindorf arbeitete ab 1859 als Lehrer an der Kunstgewerbeschule Köln, danach bis 1869 als Lehrer an der Königlich Preußischen Gewerbeschule Graudenz. Von 1862 bis 1875 war er Architekt bei der Direktion der Magdeburg-Leipziger Eisenbahn-Gesellschaft und Eisenbahn-Baumeister in seiner Heimatregion in Königsberg. Ab 1875 war er im Dienst der Reichspost als Postbaurat bei der Oberpostdirektion Köln tätig. Ab 1889 arbeitete er als Postbaurat bei der Oberpostdirektion Stettin, bis er 1896 in den Ruhestand versetzt wurde. Danach war er bis zu seinem Tod 1912 in (Berlin-)Friedenau ansässig und bekam 1905 den Ehrentitel Geheimer Baurat verliehen.

## Bauten und Entwürfe
Hindorf errichtete einige Postgebäude im Stil der Hannoverschen Architekturschule.
- 1869–1872: Schulgebäude der königlich preußischen Höheren Gewerbeschule Kassel (Entwurf und Bauleitung)
- 1880–1881: Postdienstgebäude für das Post- und Telegraphenamt (Duisburg-)Ruhrort (nach Entwurf der Bauabteilung im Reichspostamt Berlin durch August Kind, in Zusammenarbeit mit dem Ruhrorter Stadtbaumeister August Jording)
- 1880–1882: Postdienstgebäude für das Post- und Telegraphenamt in Remscheid (Oberbauleitung)
- 1888–1893: Postdienstgebäude für die Oberpostdirektion Köln mit Post- und Telegraphenamt (Entwurf von August Kind beim Reichspostamt in Berlin; 1884 Entwurf von Carl Hindorf; Fassaden-Entwurf von Karl Doflein beim Reichspostamt in Berlin; Bauleitung durch Postbaurat Hintze und die Regierungsmeister Preinitzer, Grimsehl, Wolff, Buddeberg und Trimborn; im Zweiten Weltkrieg schwer beschädigt und vereinfacht wiederaufgebaut, 1997–1998 abgerissen)[1][2]
- 1889–1893: Postdienstgebäude für die Oberpostdirektion Aachen mit Post- und Telegraphenamt (Grundriss von August Kind beim Reichspostamt in Berlin; Ausarbeitung des Entwurfs durch Hindorf und Carl Doflein; Oberbauleitung durch Carl Hindorf; im Zweiten Weltkrieg fast vollständig zerstört; heute genannt Kapuziner Karree)[3]
- 1892–1893: Entwürfe eines Postdienstgebäudes für das Post- und Telegrafenamt in Greifswald, Markt 15–19 (zusammen mit Postbaurat Ernst Hake beim Reichspostamt in Berlin)[4]